# مجموعه بناهای سردار
مجموعه بناهای سردار مربوط به دوره قاجار است و در قزوین، خیابان تبریز، محله مغلاوک واقع شده و این اثر در تاریخ ۱۰ آبان ۱۳۵۱ با شمارهٔ ثبت ۹۳۲ به‌عنوان یکی از آثار ملی ایران به ثبت رسیده است.